# Tagadómedgyes
Tagadómedgyes (Tăgădău), település Romániában, a Partiumban, Arad megyében.

## Fekvése
Borosjenőtől északkeletre, A Béli-hegységhez tartozó Galaló-hegy alatt, a Tőz mellékvizei; a Hagymás és Medgyes összefolyása, fölött, Bél északkeleti szomszédjában, Benyefalva és Kománfalva közt fekvő település.

## Története
Tagadómedgyes, Medgyes nevét 1489-ben említette először oklevél Meggyes néven. Meggyes Árpáddal együtt a Csákyak birtokai közé tartozott.
Nevét 1552-ben Meggyes, 1589-ben Thagado, 1599-ben Kysmeggies, Nagimemeggies, 1692-ben Tagado, Megyes, 1808-ban Megyes (Tagadó-), 1913-ban Tagadómedgyes-nek írták.
A 15. században a Csákyak birtokaként említették. Később a nagyváradi 1. sz. püspök birtoka lett, mely itt még a 20. század elején is birtokos volt.
1851-ben Fényes Elek írta a településről: „Tagadó (román nyelven), a magyarok Tagadó-Megyesnek nevezik, Bihar vármegyében, hegyek közt, a váradi deák püspök béli uradalmában, 598 óhitű lakossal s anyatemplommal. Tagadó-Megyes, puszta, Bihar vármegyében, s ugyancsak a váradi deák püspök béli uradalmához tartozván, majorságilag kezeltetik. Van itt 455 óhitü lakos. Határa meglehetős, de laposabb részét a patak, mellyen 3 malom van, elönti. Közepén a pusztának van egy felséges forrás, mellynek vizét távolabbra is hordják.”
1910-ben 784 lakosából 691 román, 49 cigány, 43 magyar volt. Ebből 680 görögkeleti ortodox, 56 görögkatolikus, 32 római katolikus volt.
A trianoni békeszerződés előtt Bihar vármegye Béli járásához tartozott.

## Nevezetességek
- Görög keleti temploma 1791-ben épült.